# 三陸鉄道36-Z形気動車
三陸鉄道36-Z形気動車（さんりくてつどうさんりくZがたきどうしゃ）は、三陸鉄道に所属する気動車である。2014年（平成26年）4月6日に営業運転を開始した。

## 概要
36-2100形「さんりくしおかぜ」が老朽化したのに伴い、その後継車両として2014年（平成26年）3月に新潟トランシスで1両が製造された。愛称は「さんりくはまかぜ」で、「さんりくしおかぜ」と同様のお座敷車両である。
当初は北リアス線に配置され、宮古 - 久慈間で不定期に運転されていたが、2019年のJR山田線宮古 - 釜石間の経営移管によるリアス線開業以降は宮古運行本部に配置が統合され、全区間で共通運用されるようになった。
団体貸切に使用される他、土休日を中心に「お座敷列車北三陸号」、冬季は「こたつ列車」（いずれも指定席料金が必要）として、定期列車の36-700形と連結して運行されることもある。

## 車両データ
- 最大長 - 20,500mm（連結面間）
- 最大高 - 4,042mm
- 最大幅 - 2,928mm
- 自重 - 34.5t
- 定員 - 48人
- 機関 - DMF13HZ (330PS)
- ブレーキ装置 - 電気指令式空気ブレーキ
- 台車 - NF-01ND･NF-01NT
- 変速機 - TACN-22-1613（変速1段･直結2段自動切替）
- 最高速度 - 95km/h

## 車両構造
車体は20m級大型車体で、内装は「三陸の技　まるごと博物館」をキャッチフレーズとし、岩手県の古民家のイメージで統一。車内随所に岩手の伝統工芸が活かされている。また、大型トイレ、ドアチャイム等が設置され、移動制約者への配慮がなされている。